# ランサ
ランサ(インドネシア語: Kota Langsa, ジャウィ文字: لڠسا‎)はインドネシアのアチェ州の都市。面積は262.41km2で、人口は15万6809人(2014年推定)
。
ランサは州都のバンダ・アチェから315km離れている。北スマトラ州の州都のメダンは167kmの位置に在る。この為、ランサはアチェ州と北スマトラ州を結ぶ商業と交通の要所となっている。ランサ・サムドラ大学と、看護専門学校のハラパン・イブ、ヤヤイサン・クトゥ・ニャク・ディエン、UMMIの3校が有る。

## 気候
ランサは季節風の影響を受ける熱帯地方で、はっきりした雨季と乾季が毎年訪れる。雨季は9月～2月で、乾季は3月～8月である。天気は頻繁に変わり、年間平均降水量は1500～3000mmである。平均気温は28～32℃で、平均相対湿度は75%である。

## 人口
ランサの民族構成は、主にアチェ人、華人、マレー人、バタック人、ジャワ人から成る。アチェ人は普段アチェ語を使うが、仕事や行政、学校、大学では公用語のインドネシア語を使う。マレー語もよく使われる。ランサを含むアチェ州ではイスラム教が盛んだが、キリスト教や仏教を信じる者も居る。華人は仏教を信じている。ランサは民族的・宗教的多様性が大きい都市なので、市民は違いに対して寛容である。